# Monongah (Virginia Occidental)
Monongah es un pueblo ubicado en el condado de Marion en el estado estadounidense de Virginia Occidental. En el Censo de 2010 tenía una población de 1044 habitantes y una densidad poblacional de 757,69 personas por km².

## Geografía
Monongah se encuentra ubicado en las coordenadas 39°27′30″N 80°13′15″O / 39.45833, -80.22083. Según la Oficina del Censo de los Estados Unidos, Monongah tiene una superficie total de 1.38 km², de la cual 1.26 km² corresponden a tierra firme y (8.27%) 0.11 km² es agua.

## Demografía
Según el censo de 2010, había 1044 personas residiendo en Monongah. La densidad de población era de 757,69 hab./km². De los 1044 habitantes, Monongah estaba compuesto por el 94.83% blancos, el 3.54% eran afroamericanos, el 0.1% eran amerindios, el 0.19% eran asiáticos, el 0% eran isleños del Pacífico, el 0.48% eran de otras razas y el 0.86% pertenecían a dos o más razas. Del total de la población el 0.96% eran hispanos o latinos de cualquier raza.